# Nothoscordum
Nothoscordum é um género de plantas herbáceas, perenes e bulbosas pertencente à subfamília Allioideae da família Amaryllidaceae (anteriormente Alliaceae). Compreende mais de 100 espécies, com uma distribuição natural que se estende pelas Américas, desde o sul dos Estados Unidos à Argentina. Apesar do parentesco e da semelhança morfológica com os comuns alhos e cebolas, as espécies deste género distinguem-se por terem um cheiro menos intenso. O agrupamento é provavelmente parafilético.

## Descrição
Os membros do género Nothoscodum são ervas bulbíferas, escapíferas, sem odor a cebola ou alho. Os bolbos são compostos por várias escamas e tunicados.
As folhas são lineares.
As flors agrupam-se em inflorescências umbeladas, inicialmente envolta numa espata de duas brácteas simétricas. As flores são de coloração esbranquiçada, com tépalas unidas na base, uninervadas. Os estames são adnatos na parte inferior do perianto. As anteras são fixas dorsalmente e introrsas. O ovário é tri-locular, com estilete terminal e estigma inteiro.
O fruto é uma cápsula membranácea.

## Taxonomia
O género foi descrito por Carl Sigismund Kunth e publicado na sua obra Enumeratio Plantarum Omnium Hucusque Cognitarum 4: 457. 1843. A etimologia do nome genérico Nothoscordum deriva do grego: notho = "mal" e scordum =  "alho".
De acordo com o World Checklist of Selected Plant Families (consultado em Maio de 2011), o género Nothoscordum inclui as seguintes espécies:
- Nothoscordum achalense Ravenna
- Nothoscordum albitractum Ravenna
- Nothoscordum altillanense Ravenna & Biurrun
- Nothoscordum andicola Kunth
- Nothoscordum andinum (Poepp.) Kunth ex Fuentes
- Nothoscordum aparadense Ravenna
- Nothoscordum arenarium Herter
- Nothoscordum auratum Ravenna
- Nothoscordum bahiense Ravenna
- Nothoscordum balaenense Ravenna
- Nothoscordum basalticum Ravenna
- Nothoscordum bivalve (L.) Britton in N.L.Britton & A.Brown
- Nothoscordum boliviense Ravenna
- Nothoscordum bonariense (Pers.) Beauverd
- Nothoscordum × borbonicum Kunth
- Nothoscordum calcaense Ravenna
- Nothoscordum calderense Ravenna
- Nothoscordum cambarense Ravenna
- Nothoscordum capivarinum Ravenna
- Nothoscordum carambolense Ravenna
- Nothoscordum catharinense Ravenna
- Nothoscordum clevelandicum Ravenna
- Nothoscordum collinum Ravenna
- Nothoscordum conostylum Ravenna
- Nothoscordum correntinum Ravenna
- Nothoscordum curvipes Ravenna
- Nothoscordum cuyanum Ravenna
- Nothoscordum demissum Ravenna
- Nothoscordum dialystemon (Guagl.) Crosa
- Nothoscordum dynamiandrum Ravenna
- Nothoscordum empedradense Ravenna
- Nothoscordum entrerianum Ravenna
- Nothoscordum exile Ravenna
- Nothoscordum famatinense Ravenna
- Nothoscordum gaudichaudianum Kunth
- Nothoscordum glareosum Ravenna
- Nothoscordum gracile (Aiton) Stearn
- Nothoscordum gracilipes Ravenna
- Nothoscordum ibiramense Ravenna
- Nothoscordum ineanum Ravenna
- Nothoscordum inundatum Ravenna
- Nothoscordum ipacarainum Ravenna
- Nothoscordum itatiense Ravenna
- Nothoscordum izaguirreae Crosa
- Nothoscordum jaibanum Ravenna
- Nothoscordum leptogynum Ravenna
- Nothoscordum luteomajus Ravenna
- Nothoscordum luteominus Ravenna
- Nothoscordum macrantherum (Kuntze) Beauverd
- Nothoscordum mahui Traub
- Nothoscordum moconense Ravenna
- Nothoscordum modestum Ravenna
- Nothoscordum montevidense Beauverd
- Nothoscordum nublense Ravenna
- Nothoscordum nudicaule (Lehm.) Guagl.
- Nothoscordum nudum Beauverd
- Nothoscordum nutans Ravenna
- Nothoscordum ostenii Beauverd
- Nothoscordum pachyrhizum Ravenna
- Nothoscordum paradoxum Ravenna
- Nothoscordum patricium Ravenna
- Nothoscordum pedersenii Ravenna
- Nothoscordum pernambucanum Ravenna
- Nothoscordum planifolium Ravenna
- Nothoscordum portoalegrense Ravenna
- Nothoscordum pulchellum Kunth
- Nothoscordum punillense Ravenna
- Nothoscordum rigidiscapum Ravenna
- Nothoscordum saltense Ravenna
- Nothoscordum scabridulum Beauverd
- Nothoscordum sengesianum Ravenna
- Nothoscordum serenense Ravenna
- Nothoscordum setaceum (Baker) Ravenna
- Nothoscordum stenandrum Ravenna
- Nothoscordum striatum
- Nothoscordum subtile Ravenna
- Nothoscordum tafiense Ravenna
- Nothoscordum tarijanum Ravenna
- Nothoscordum tenuifolium Ravenna
- Nothoscordum texanum – ver Nothoscordum bivalve
- Nothoscordum tibaginum Ravenna
- Nothoscordum tricostatum Ravenna
- Nothoscordum tuyutiense Ravenna
- Nothoscordum umburucuyanum Ravenna
- Nothoscordum uruguaianum Ravenna
- Nothoscordum velazcoense Ravenna
- Nothoscordum vernum Phil.
- Nothoscordum vigilense Ravenna
- Nothoscordum yalaense Ravenna
- Nothoscordum yatainum Ravenna

Dada a complexidade do género,complicada pela aparente parafilia, a sua delimitação não é estável, tendo algumas espécies sido deslocadas para géneros próximos. Entre as espécies de Nothoscordum movidas conta-se:
- Nothoscordum inodorum – ver Allium neapolitanum